# Трульстра, Питер Йеллес
Питер Йеллес Трульстра (нидерл. Pieter Jelles Troelstra; 20 апреля 1860, Леуварден — 12 мая 1930, Схевенинген, близ Гааги) — нидерландский политический деятель, юрист, писатель
 и поэт.

## Биография
Фриз по национальности. Родился в семье налогового чиновника. Изучал право в университете Гронингена. После окончания университета открыл адвокатскую практику в родном городе. Участвовал во фризском рабочем движении, позже известном как Фризская Народная партия (Friese Volkspartij). В качестве адвоката защищал интересы рабочих, активистов социал-демократического движения.
В 1890—1893 годах — член Социал-демократического союза Нидерландов (во главе с Фердинандом Домелой Ньивенхёйсом), в котором возглавлял группу парламентаристов и боролся против анархистских тенденций. В августе 1894 года был в числе основателей, а затем — руководителем Социал-демократической рабочей партии Нидерландов (СДРПН). За всё время развития партии Трульстра неизменно оставался на её крайне правом фланге.
С 1897 по 1925 год (с перерывами) был председателем парламентской фракции СДРПН в Генеральных штатах и членом редакции центрального печатного органа партии газеты «Хет фолк» («Het volk»).
В 1909 добился исключения из СДРПН трибунистов, представителей левого крыла партии, основателей журнала «De Tribune» (Трибуна), в котором критиковали партийное руководство, ориентированных на ортодоксальный марксизм и пролетарскую революцию.
Активно боролся за всеобщее избирательное право в Нидерландах (1910—1913). Входил в Международное социалистическое бюро. 
Во время Первой мировой войны (1914—1918) Трульстра занял шовинистическую германофильскую позицию, призывал к «гражданскому миру» внутри страны. В ноябре 1918 в условиях подъёма рабочего движения в Нидерландах потребовал передачи власти социалистам, но через день отказался от своего требования. В. И. Ленин определил Трульстру как «… образец продажного, оппортунистического вождя…». После окончания войны Трульстра неустанно работал над восстановлением II Интернационала.
Под влиянием революции в России в 1917 году и ноябрьской революции 1918—1919 гг. в Германии, Трульстра, выступая 11 ноября 1918 года с речью на организованном СДРПН митинге в г. Роттердаме, традиционном оплоте рабочего движения, призвал к свершению социалистической революции в Нидерландах (но при этом отказаться от насильственных методов борьбы и добиваться проведения демократических преобразований). Однако, он не был поддержан другими активистами СДРПН. На следующий день в Генеральных штатах потребовал отставки правительства страны, которое в ответ быстро отреагировало на его призывы и направило войска в крупные города. Эти события с 9 по 14 ноября 1918 года вошли в историю Нидерландов как Красная неделя или «Трульстра-стояние».
После этого члены партии не простили ему допущенной политической ошибки. В 1925 году он полностью отошёл от политической деятельности.
Сыграл заметную роль в развитии фризской литературы под именем Питер Йеллес. Участвовал как автор и составитель в сборнике «Книга фризских песен» (1885). Его стихи собраны в книге «Урожай» (1909). Кроме того, он автор «Воспоминаний» в 4-х томах («Бытие», «Рост», «Прибой» и «Буря», Амстердам, 1927, 1928, 1929, 1931)
Был женат на детской писательнице Нинке ван Хичтум (1860—1939).

## Память
- Питеру Йеллесу Трульстре установлены памятнике в нескольких городах Нидерландов.
- Сторонники Партии труда Нидерландов, преемницы СДРПН, отмечают ежегодный праздник День труда у памятника Питера Йеллеса Трульстра в Гааге.

## Источник
- Исторический справочник русского марксиста, 1999 г.
- TROELSTRA, Pieter Jelles